# Limonita
Limonita és el nom donat a certs minerals de ferro provinents de l'alteració pútrida dels vegetals en aigües ferroginoses compostes d'aigua, ferro i oxigen. Per aquest origen la limonita és considerada en realitat un mineraloide. El seu nom prové del grec λειμωυ (prat), en al·lusió a les formes que pot presentar, sent anomenada així l'any 1813 per Johann Friedrich Ludwig Hausmann.
En l'actualitat, el terme s'usa per a designar òxids i hidròxids massius de ferro sense identificar que no tenen cristalls visibles, i tenen ratlla marró groguenca.

## Característiques
La limonita és normalment goethita, però pot estar composta també en proporcions variables de magnetita, hematites, lepidocrocita, hisingerita, pitticita o jarosita. La fórmula general de la limonita és FeO(OH)·nH₂O; la limonita és una barreja de minerals, per tant la fórmula química i el sistema cristal·lí variaran segons la composició mineralògica en cada cas. Antigament s'explotava per extreure el tint groc d'aquest mineral, l'anomenat ocre. A més és una important mena de ferro, extreta en les mines amb aquesta finalitat. La limonita és amorfa. Si es troba "formant" cristalls, es tracta en realitat de pseudomorfismes d'altres espècies minerals.

## Formació i jaciments
Es tracta d'un material molt comú a les zones d'oxidació de dipòsits amb contingut de ferro, que es produeix per la descomposició de molts minerals de ferro, en particular pirita, amb aigua que reté en quantitats variables.

## Varietats
- L'adlerstein és una varietat de limonita consistent en concrecions nodulars d'òxids de ferro i/o hidròxids, principalment goethita i lepidocrocita, al voltant d'un nucli de minerals d'argila.[2]
- L'alumolimonita és una varietat que conté alumini, amb fórmula (Fe,Al)OOH·nH₂O.[3]
- L'avasita és probablement una limonita silícia, amb fórmula 5Fe₂O₃·2SiO₂·9H₂O.[4]
- La bean ore, que traduïda literalment vol dir "pedra pèsol", és el nom local per a uns agregats lenticulars de limonita que es troba en diversos punts del planeta.[5]
- La limnita és una varietat formada recentment que conté molta aigua.[6]
- La limonita aurífera és una varietat que conté or.[7]
- La limonita cròmica és una varietat que conté crom, trobada a Cypress Island, Washington, Estats Units.[8]
- La stilpnosiderita és una forma col·loidal de limonita, que es troba en diversos punts d'Europa i els Estats Units.[9] La liminitogelita és una varietat de stilpnosiderita.